# Bianzano
Bianzano [bjanˈʦaːno] (Biansà [bjanˈsa] in dialetto bergamasco) è un comune italiano di 627 abitanti della provincia di Bergamo in Lombardia. È situato a circa seicento metri di quota, al confine fra le valli Cavallina e Seriana, poco lontano dal lago di Endine al quale è collegato dalla strada provinciale SP40 e da alcune antiche mulattiere.

## Geografia fisica
Il paese sorge ai piedi dei monti Pler e Croce.

## Storia

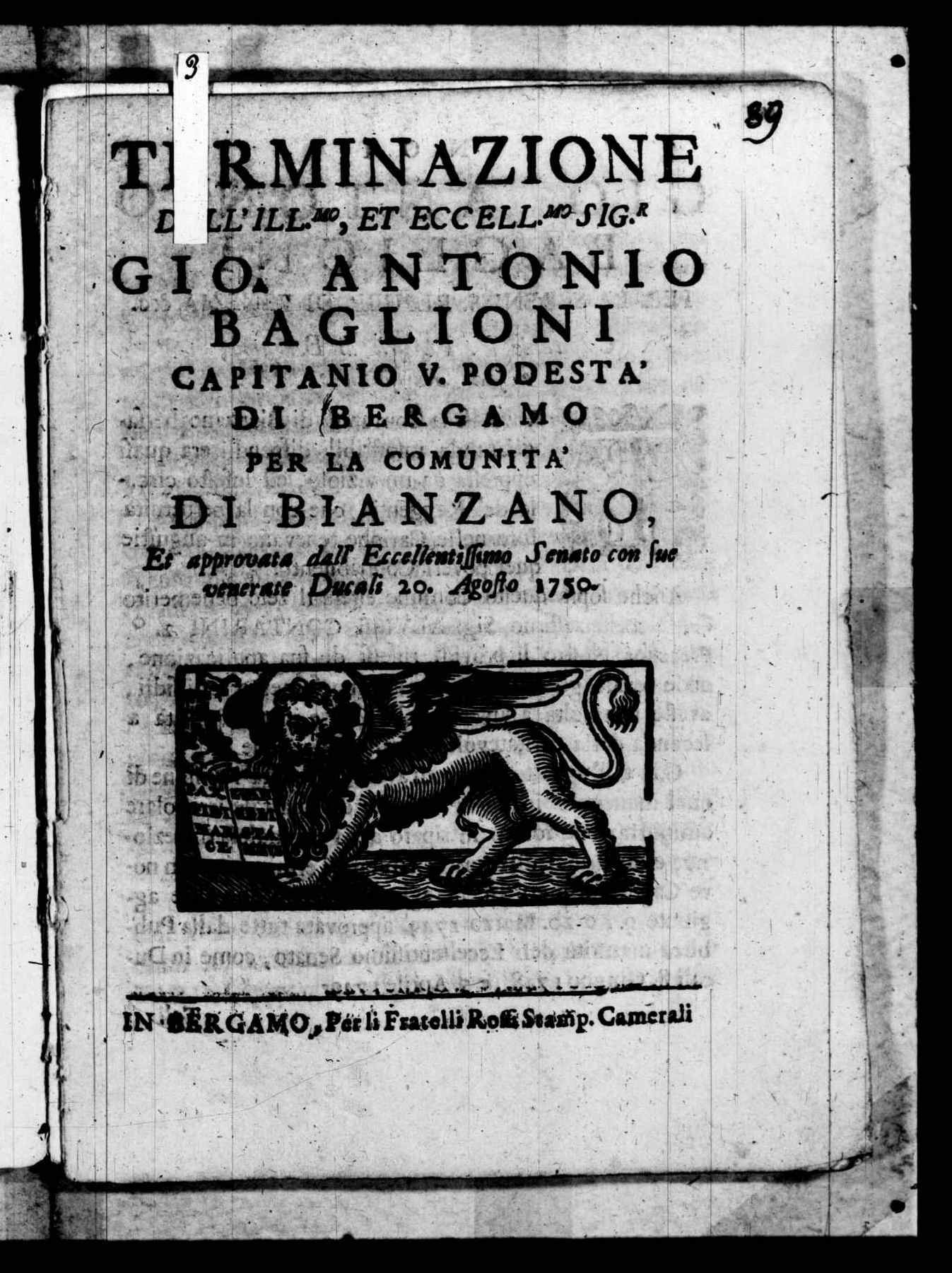
Giovanni Antonio Baglioni (podestà di Bergamo), Terminazione per la comunità di Bianzano, 1750

Il centro storico conserva per lo più la struttura dei secoli scorsi, con le case costituite da ciottoli ed elementi di muratura tipici delle fortificazioni medievali.
Proprio nel Medioevo l'abitato cominciò a svilupparsi e ad assumere le nuove sembianze, grazie all'impulso dato dalla famiglia Suardi, che in quei tempi possedeva gran parte della valle Cavallina, situazione rimasta immutata fino all'arrivo della Repubblica di Venezia. Con la Serenissima cominciò una nuova epoca, nella quale il borgo, a causa della perdita di potere della nobile famiglia, venne relegato a un ruolo minore nel contesto della vallata.
Vi furono anche alcuni periodi in cui perse l'autonomia amministrativa, venendo aggregato prima a Ranzanico, al termine del XVIII secolo, e poi a Monasterolo, all'inizio del XIX secolo. Venne ricostituito in comune con l'avvento del Regno Lombardo-Veneto, per essere nuovamente accorpato a Spinone nell'anno 1927. Soltanto l'11 aprile 1955 si ricostituì definitivamente in comune indipendente.
Analogamente ai comuni limitrofi, il paese negli ultimi anni ha conosciuto un notevole sviluppo turistico-residenziale, concentrato soprattutto nella zona sovrastante il centro storico e nelle vicinanze del comune di Gaverina Terme.

### Simboli
Lo stemma e il gonfalone sono stati concessi con D.P.R. del 10 novembre 2004.
Blasonatura stemma:
Blasonatura gonfalone:
La ruota del mulino ricorda il vecchio mulino di Bianzano. La conchiglia e il bastone da pellegrino sono attributi di san Rocco, patrono del paese. Nella parte inferiore dello scudo è raffigurato il castello di Bianzano.

## Monumenti e luoghi d'interesse
Bianzano, data la sua ridotta popolazione, non possiede frazioni propriamente dette. Esistono tuttavia diversi luoghi di un certo interesse naturalistico. Molti di essi si segnalano per il fatto di portare nomi non ancora italianizzati. Tra di essi, vi sono: le località Valle Rossa (al confine con il comune di Cene), Torè e Dos Martì, nonché il piccolo stagno, alimentato da una sorgiva, noto come Valöcc. Nei pressi di quest'ultimo si trovano dei balzi rocciosi noti come Scalù del Diaol (letteralmente, "Scaloni del Diavolo").

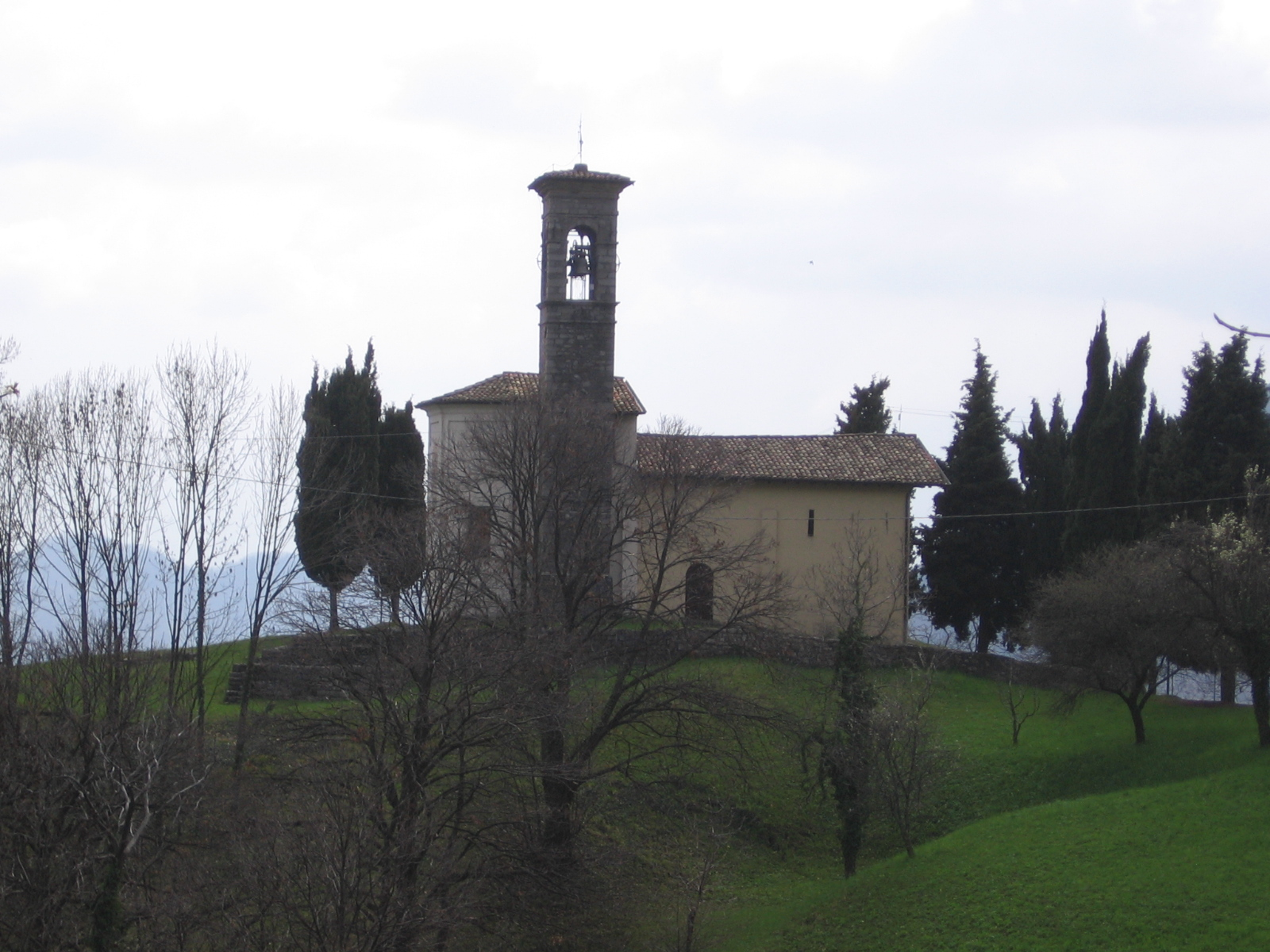
Il santuario dell'Assunta

### Architetture religiose
Presso il santuario dell'Assunta sono da segnalare un Cristo ligneo (comunemente noto come ol Signorù) e l'altare del Fantoni, mentre nella chiesa parrocchiale spiccano i dipinti di Domenico Carpinoni e di Palma il Giovane: San Francesco riceve le stigmate.

### Architetture militari
Il castello Suardi, di proprietà della famiglia Faglia, presenta una struttura quadrata, una doppia cinta muraria, della quale rimangono molti resti, e una possente torre. L'intera costruzione è realizzata in pietra squadrata, bugnata nella parte inferiore. All'interno, vi sono alcuni affreschi di scuola toscana, fra cui i putti e le quattro virtù cardinali rappresentati nell'atrio. È possibile visitare il Castello di Bianzano contattando l'Associazione di Promozione Culturale e Turistica Pro Bianzano, organizzatrice, dal 1997, della celebre rievocazione storica "Alla Corte dei Suardo", manifestazione medievale a cadenza biennale di grande richiamo turistico.

## Società

### Evoluzione demografica
Abitanti censiti

## Galleria d'immagini

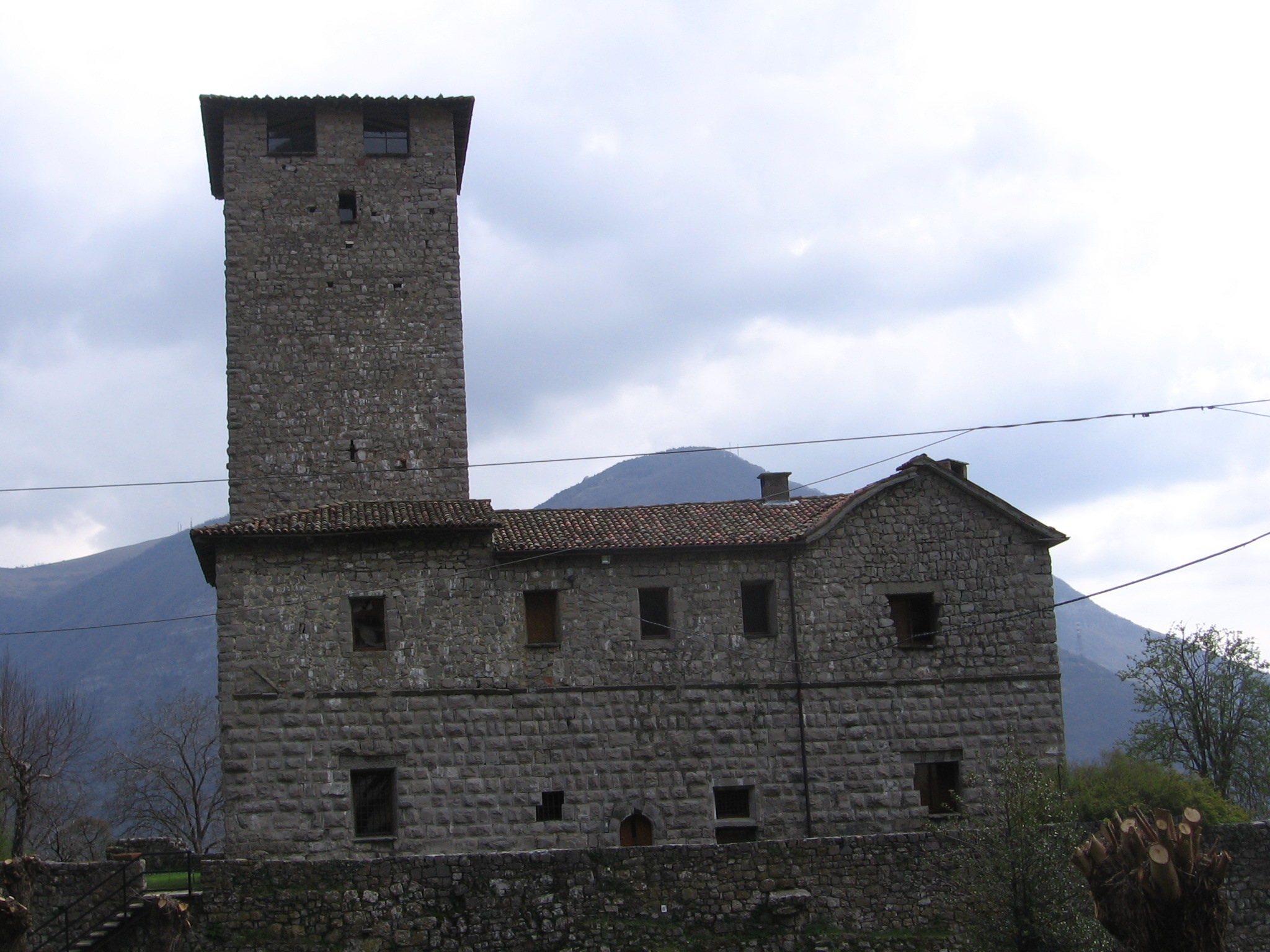
Il Castello per come lo si può ammirare dal sagrato della parrocchiale
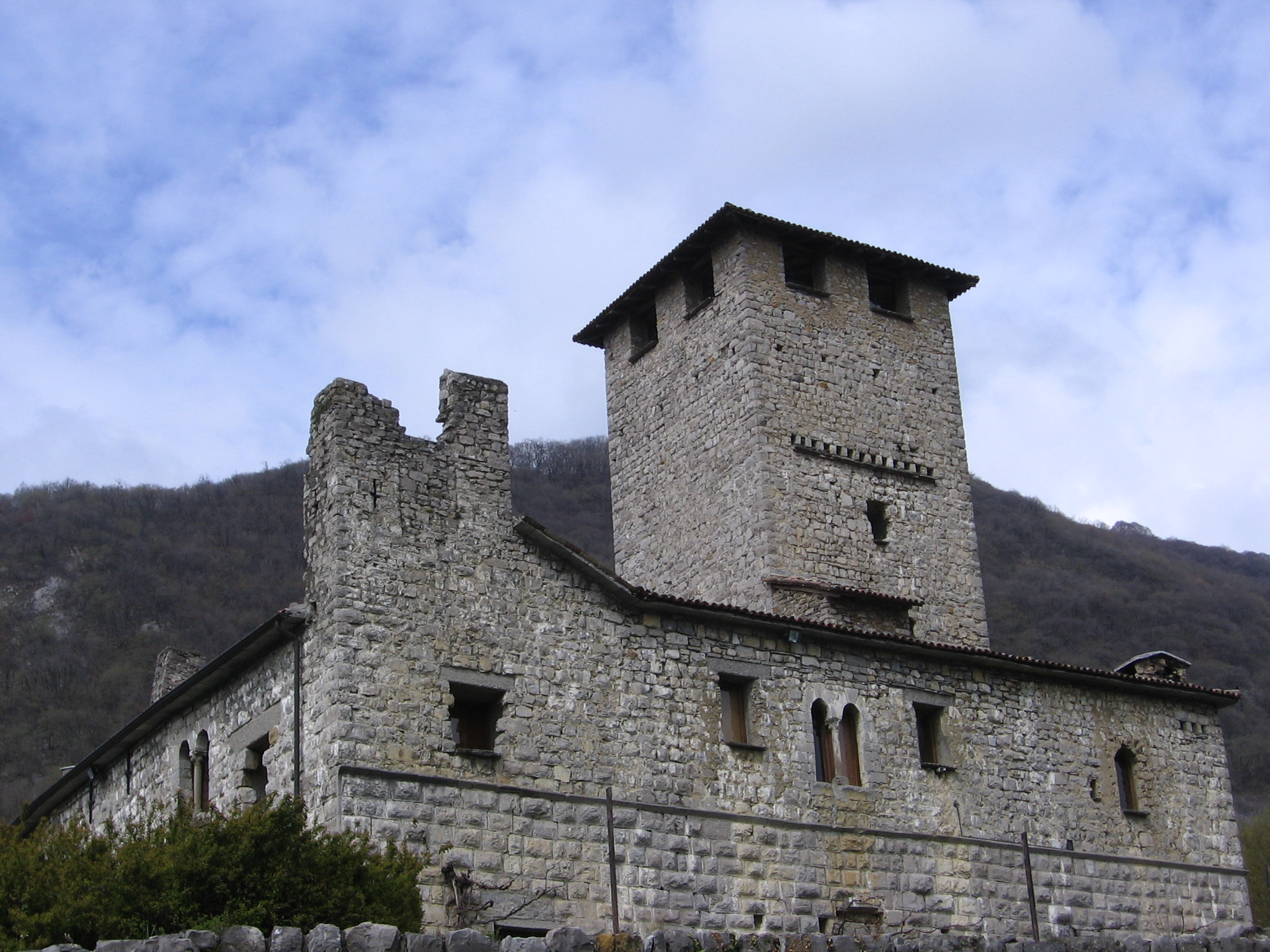
Il Castello con il resto dell'antica merlatura visto dalla strada provinciale
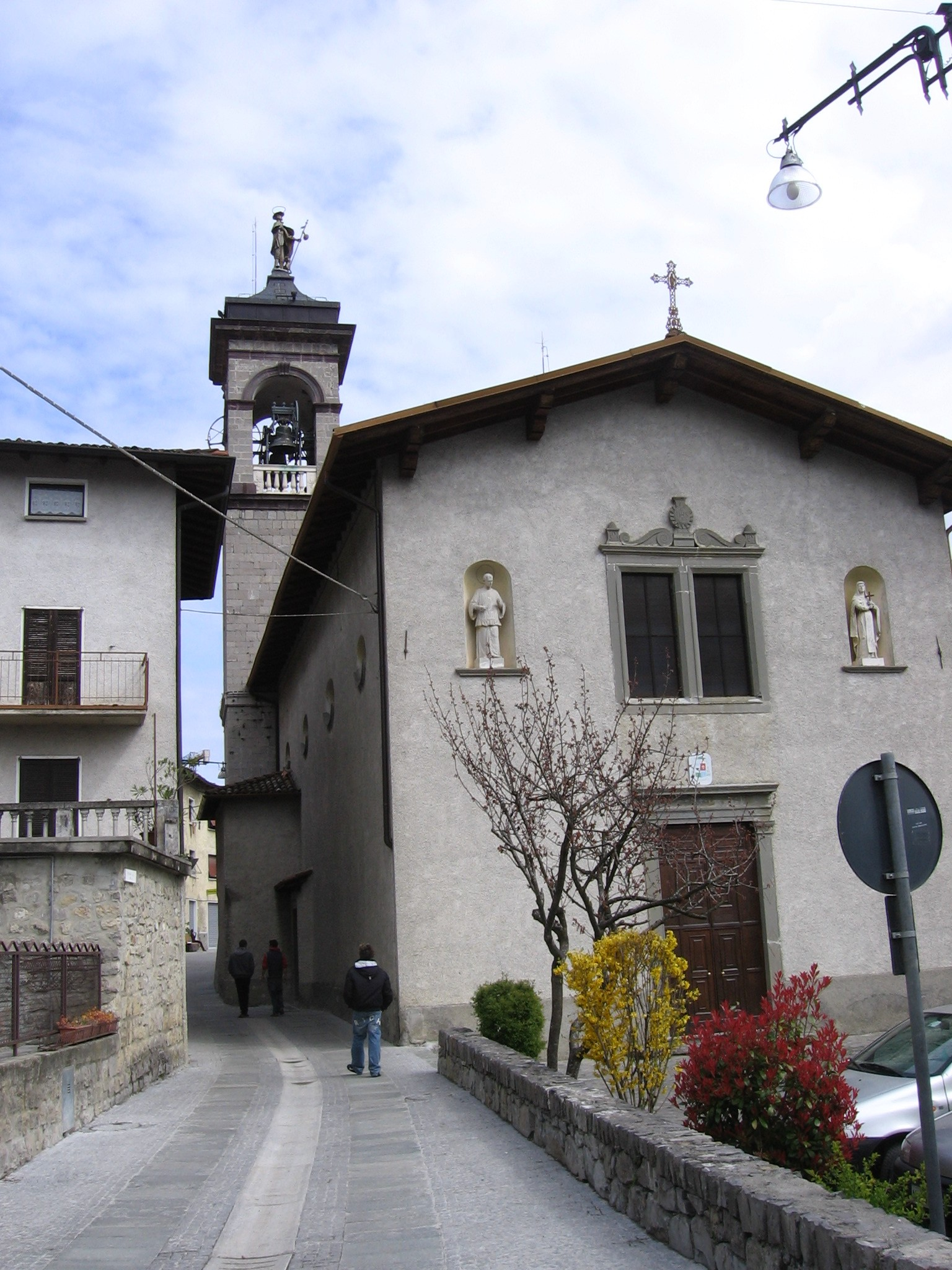
La Chiesa parrocchiale con il campanile ottocentesco